# José María Aguirre Salaberría
José María Aguirre Salaberría (Markina-Xemein, 1919 – Palma, 6 de setembre de 2009) fou el pres 4.553 de Mauthausen segons ell mateix deixà dit en un manuscrit que publicà al Diario de Mallorca del dimarts 8 de setembre de 2009.
Era el més gran d'una família de vuit germans. Encara que va néixer a Markina, la família es va traslladar a Irun, ciutat en la qual va créixer. L'inici de la guerra civil espanyola va obligar la família Aguirre a refugiar-se a Hendaia (Iparralde), ja que Irun va ser immediatament ocupada per les tropes nacionals per la seva situació estratègica fronterera amb França. En aquesta vila José María va ser separat de la resta de la seva família juntament amb el seu pare Doroteo i traslladat amb tren fins a Catalunya. José María tenia 17 anys i Doroteo 39.
A Catalunya va haver d'ingressar en les milícies, i va ser destinat primerament a la lloma de Sant Pere Màrtir i a Sant Feliu de Guíxols poc després. El febrer de 1939 va haver de passar a França davant l'avanç de l'exèrcit nacional.
A França, va estar als camps de concentració de Sant Cebrià de Rosselló i Gurs. En aquest últim camp, va conèixer Marcelino Bilbao, el seu futur cunyat i company de captivitat a Mauthausen. A Gurs va ingressar en una de les “Companyies de Treball” de l'exèrcit francès i va ser traslladat a la Línia Maginot.
Capturat per l'exèrcit alemany durant la invasió de França, va ser traslladat a Estrasburg on va treballar per a l'exèrcit alemany com a pres.
Finalment, el 13 de desembre de 1940 va ser deportat a Mauthausen on va ingressar amb el número 4553. Durant la seva estada a Mauthausen, va passar per diversos subcamps, com Ternberg i Redl-Zipf, i va estar integrat en el Kommando César. Va sobreviure a malalties com l'erisipela i a diferents experiments mèdics.
L'alliberament el va sorprendre mentre eren traslladats en els últims dies de la guerra al subcamp d'Ebensee.
Va tornar a Espanya en els anys 50, i es va instal·lar a Mallorca, on va treballar en el sector de l'hostaleria i va arribar a dirigir un hotel. Ja en els anys que van seguir la seva jubilació es va prestar en moltes ocasions a donar testimoniatge de la seva vivència. Va donar xerrades en nombrosos centres escolars i va ser entrevistat repetidament pels mitjans de comunicació.
Una placa Stolperstein el rememora a la casa del carrer de Can Bennassar de Son Roca de Palma on va viure.